# أوتوبيانو (بافيا)
أوتوبيانو (بالإيطالية: Ottobiano)‏ هي بلدة تقع في مقاطعة بافيا بإقليم لومبارديا في شمال إيطاليا. تبلغ مساحة هذه المدينة 24.5 (كم²)، وترتفع عن سطح البحر م، بلغ عدد سكانها 1168 نسمة في عام 2004 حسب إحصاء المعهد الوطني للإحصاء.

## السكان
في سنة 1861 بلغ عدد السكان 2٬670 نسمة، وتطور العدد ليصل في سنة 2011 لـ 1٬181 نسمة.
يظهر هذا المخطط البياني تطور النمو السكاني لـ أوتوبيانو (بافيا)